# Cueva de Armintxe

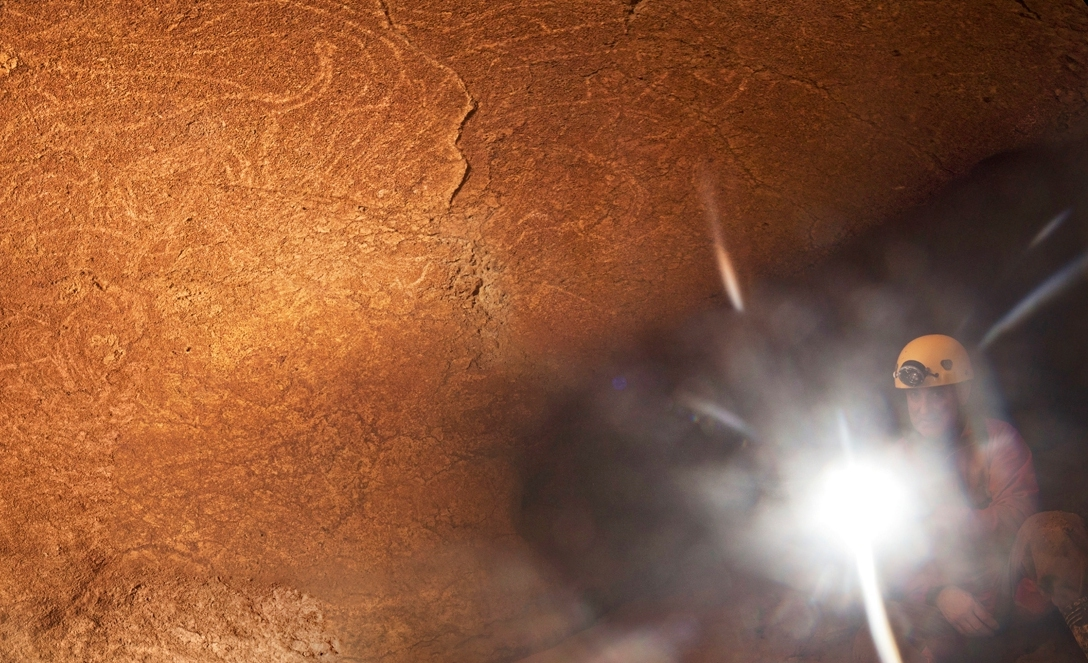
León en el panel de los grabados, esquina superior izquierda.

La Cueva de Armintxe, en vasco Armintxeko koba,  es una cueva situada en el municipio de Lequeitio, en el territorio de Vizcaya, País Vasco, que contiene un importante conjunto de arte rupestre, del que destaca un panel de grabados de unos 15 metros de envergadura. Descubierta en 2016, está considerada como una destacada muestra de arte prehistórico. 
Conocida desde antaño en la localidad de Lequeitio, se creía que la cueva había desaparecido a causa de las obras de urbanización y construcción de viviendas realizadas a finales del siglo XX y comienzos del XXI. Fue hallada de nuevo y explorada el 1 de mayo de 2016 por ocho espeleólogos del grupo vasco ADES Espeleología Elkartea. Tras abrir el conducto de entrada, situado en una ladera en un entorno de viviendas, los espeleólogos se adentraron en galerías desconocidas y forzaron un paso a una sala, donde encontraron el panel de grabados, dos de los cuales corresponden a leones. La obra artística puede llegar a datar hasta 14.000 años de antigüedad.

## Descripción de la cueva

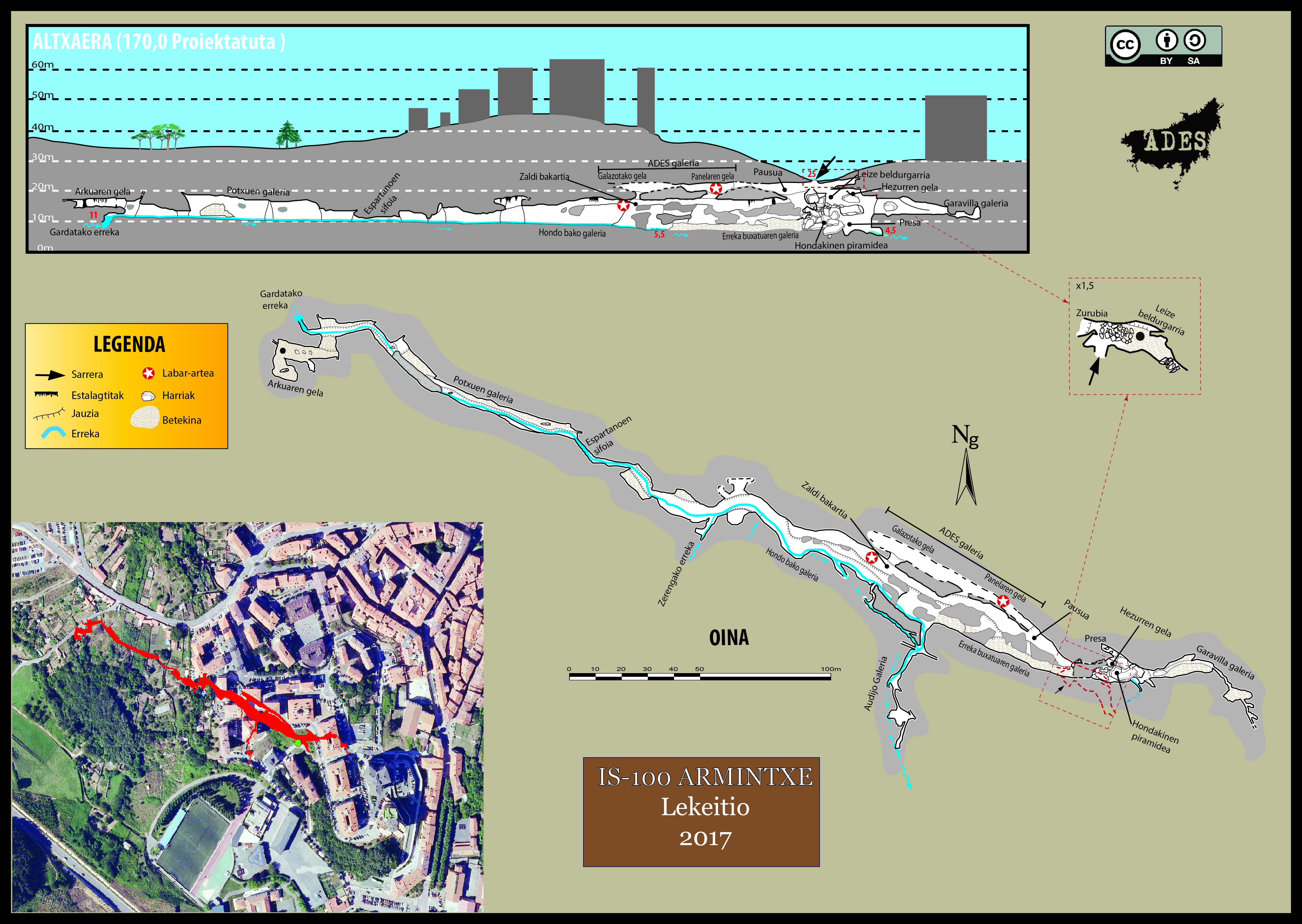
Topografía de la cueva de Armintxe (zonas exploradas).

La cueva está situada en N 48° 01’ 10” y E 53° 98’ 73”, a una altitud de 26 m s. n. m., en el barrio Letraukua de Lequeitio. Alrededor de esta localidad existen numerosas cavidades, muchas de ellas con interés geológico o arqueológico. Desde hace siglos, la cueva de Armintxe era conocida en la villa, habiendo constancia escrita al menos desde 1796, donde se la menciona en un informe sobre la posible captación de las aguas que circulan por ella. Posteriormente se realizaron diversas obras con ese objeto, incluida una presa en el interior. Sin embargo, con motivo de la construcción de viviendas en el período 1990-2010 se intentó tapar completamente la entrada con escombros. 
La recopilación de toda esta información llevó a los espeleólogos a intentar redescubrir la entrada, cosa que consiguieron en 2016. Tras abrir el conducto inicial, se internaron en las galerías interiores, algunas jamás holladas, donde efectuaron el hallazgo. La cueva de Armintxe es inusualmente larga en la zona y se han explorado en ella cerca de 1 km de galerías.

## Grabados
El panel se encuentra a unos 85 metros en línea recta de la entrada y se compone de más de cincuenta grabados de gran tamaño, que se hallan en un estado excelente. La mayor parte se trata de animales, aunque también hay líneas y símbolos claviformes de tipología pirenaica, que son muy raros en la región cantábrica. Abundan los caballos, bisontes y cabras, y destaca en medio del panel la figura de un león, acompañado, al menos, por otro más situado en segundo plano, que son las dos representaciones más claras de león de toda la península ibérica. Se han contabilizado diez figuras de caballos, cinco de cabras, un par de bisontes y cuatro animales más.
La obra tiene una antigüedad de entre 12.500 y 14.000 años, por lo que se ejecutó en la misma época que los conjuntos de la cueva de Santimamiñe y de Atxurra, correspondientes al período Magdaleniense del Paleolítico Superior.

## Problemas de preservación
Desde el primer día, los exploradores encontraron evidencias de que la cueva presentaba importantes problemas para la conservación del patrimonio artístico recién descubierto. La cavidad funciona como colector de las aguas de una amplia zona, y se ha comprobado que las actuaciones humanas habidas a lo largo de los dos últimos siglos han alterado profundamente el curso del río subterráneo, cegando la libre circulación en numerosos puntos a causa de las diversas obras de urbanización.
A consecuencia de ello, y coincidiendo con períodos intensos de lluvias, se producen inundaciones cíclicas, que anegan completamente gran parte de la galería. En algún momento las inundaciones han alcanzado la base de la sala del panel principal. Se ha comprobado, asimismo, que algunos grabados situados en cotas inferiores sufren un progresivo deterioro por esta causa. Por ello, no se descarta que las aguas inunden completamente la sala del panel principal si no se acometen los trabajos para solucionar el problema.